# 静岡県獣医師会
公益社団法人静岡県獣医師会（こうえきしゃだんほうじんしずおかけんじゅういしかい 英称 Shizuoka Veterinary Medical Association）は、静岡県知事所管の静岡県の獣医師を会員とする公益社団法人。

## 本部所在地
- 〒420-0838 静岡県静岡市葵区相生町14-26-3 静岡県獣医畜産会館2階

## 業務内容
- 獣医師会員の学術技能向上のための研修会・講習会事業等の実施
- 静岡県との動物に関する連携事業
- 疾病している野鳥の保護・救護
- 県内各学校で飼われている動物の飼育指導
- 県内各市町村との連携事業
- 狂犬病の予防接種・防止活動